# Brion (Saona i Loira)
Brion és un municipi francès, situat al departament de Saona i Loira i a la regió de Borgonya - Franc Comtat. L'any 2007 tenia 346 habitants.

## Demografia

### Població
El 2007 la població de fet de Brion era de 346 persones. Hi havia 145 famílies, de les quals 28 eren unipersonals (16 homes vivint sols i 12 dones vivint soles), 69 parelles sense fills, 44 parelles amb fills i 4 famílies monoparentals amb fills.
La població ha evolucionat segons el següent gràfic:
Habitants censats

### Habitatges
El 2007 hi havia 189 habitatges, 146 eren l'habitatge principal de la família, 27 eren segones residències i 16 estaven desocupats. 187 eren cases i 2 eren apartaments. Dels 146 habitatges principals, 125 estaven ocupats pels seus propietaris, 18 estaven llogats i ocupats pels llogaters i 3 estaven cedits a títol gratuït; 1 tenia una cambra, 7 en tenien dues, 29 en tenien tres, 45 en tenien quatre i 64 en tenien cinc o més. 103 habitatges disposaven pel capbaix d'una plaça de pàrquing. A 60 habitatges hi havia un automòbil i a 80 n'hi havia dos o més.

### Piràmide de població
La piràmide de població per edats i sexe el 2009 era:
| Homes | Edats   | Dones |
| ----- | ------- | ----- |
| 0     | 95 o +  | 0     |
| 0     | 90 a 94 | 0     |
| 0     | 85 a 89 | 0     |
| 0     | 80 a 84 | 4     |
| 12    | 75 a 79 | 20    |
| 4     | 70 a 74 | 0     |
| 12    | 65 a 69 | 8     |
| 4     | 60 a 64 | 24    |
| 8     | 55 a 59 | 4     |
| 16    | 50 a 54 | 20    |
| 20    | 45 a 49 | 12    |
| 12    | 40 a 44 | 12    |
| 24    | 35 a 39 | 16    |
| 12    | 30 a 34 | 16    |
| 0     | 25 a 29 | 8     |
| 20    | 20 a 24 | 8     |
| 12    | 15 a 19 | 4     |
| 8     | 10 a 14 | 20    |
| 20    | 5 a 9   | 8     |
| 4     | 0 a 4   | 12    |

## Economia
El 2007 la població en edat de treballar era de 221 persones, 154 eren actives i 67 eren inactives. De les 154 persones actives 141 estaven ocupades (81 homes i 60 dones) i 13 estaven aturades (5 homes i 8 dones). De les 67 persones inactives 33 estaven jubilades, 18 estaven estudiant i 16 estaven classificades com a «altres inactius».

### Ingressos
El 2009 a Brion hi havia 144 unitats fiscals que integraven 354 persones, la mediana anual d'ingressos fiscals per persona era de 19.647 €.

### Activitats econòmiques
Dels 7 establiments que hi havia el 2007, 2 eren d'empreses de construcció, 2 d'empreses de comerç i reparació d'automòbils, 1 d'una empresa financera, 1 d'una empresa immobiliària i 1 d'una empresa de serveis.
Dels 2 establiments de servei als particulars que hi havia el 2009, 1 era un paleta i 1 guixaire pintor.
L'any 2000 a Brion hi havia 14 explotacions agrícoles que ocupaven un total de 1.034 hectàrees.

## Poblacions properes
El següent diagrama mostra les poblacions més properes.